# David Evans (Squashspieler)
David Evans (* 24. Oktober 1974 in Pontypool) ist ein ehemaliger walisischer Squashspieler.

## Karriere
1993 gab David Evans sein Tourdebüt. In seiner Karriere gewann er insgesamt sieben Titel auf der PSA World Tour und erreichte mit Rang drei im Februar 2001 seine höchste Platzierung in der Weltrangliste. Zu seinen größten Erfolgen zählen der zweite Platz bei der Mannschafts-Weltmeisterschaft 1999 und der Mannschafts-Europameisterschaft 1997. Er nahm mit der walisischen Nationalmannschaft an zahlreichen weiteren Meisterschaften teil, darunter die Weltmeisterschaften 2001, 2003, 2005 und 2007. In der Saison 2000 gewann er als erster Waliser die British Open. Er besiegte im Finale den Australier Paul Price mit 15:11, 15:6 und 15:10. 2009 gab er seinen Rücktritt von der Profitour bekannt, spielte jedoch weiterhin für die walisische Nationalmannschaft oder in der englischen Premier League. Mit acht Titeln ist David Evans Rekordsieger der walisischen Landesmeisterschaften.

## Erfolge
- Vizeweltmeister mit der Mannschaft: 1999
- Vizeeuropameister mit der Mannschaft: 1997
- Gewonnene PSA-Titel: 7
- Walisischer Meister: 8 Titel (1994–2001)